# Crenatosipho
Crenatosipho là một chi ốc biển, là động vật thân mềm chân bụng sống ở biển trong họ Buccinulidae.

## Các loài
Các loài thuộc chi Crenatosipho bao gồm:
- Crenatosipho beaglensis Linse, 2002[2]